# Stiftelse
En stiftelse är en typ av juridisk person, som till skillnad från föreningar och bolag varken har medlemmar eller ägare. Stiftelsen äger i princip sig själv, brukar man säga. Stiftelsen förvaltar en ekonomisk förmögenhet, som en eller flera fysiska eller juridiska personer (stiftare) har avsatt för ett särskilt ändamål, vilket vanligen skall vara över en längre tid. Stiftelsen styrs av ett stiftelseförordnande, som bland annat anger hur förmögenheten ska användas (ändamålet), genom vilken verksamhet ändamålet ska tillgodoses, och vem eller vilka som är möjliga mottagare (destinatärer) av förmåner från stiftelsen. Själva dokumentet som stiftelseförordnandet finns nedtecknat i kallas stiftelseurkund och kan till exempel utgöras av ett donationsbrev. En stiftelse ska förvaltas av en styrelse, som kan anlita en förvaltare.

## Sverige
I Sverige står alla stiftelser under tillsyn av en länsstyrelse. Tillsynen kan vara fullständig eller begränsad.

### Olika slag av stiftelser
Det finns flera olika sorters stiftelser:
Vanliga stiftelser
En stiftelse bildas vanligen genom att egendom enligt förordnande (stiftelseförordnande) av en eller flera stiftare avskiljs för att varaktigt förvaltas som en självständig förmögenhet för ett bestämt ändamål. Stiftelseförordnandet kan utgöras av till exempel ett gåvobrev, ett testamente eller ett beslut i ett protokoll.
Insamlingsstiftelse
En insamlingsstiftelse bildas genom att en eller flera stiftare förordnar att pengar som inflyter efter ett upprop av dem, skall som en självständig förmögenhet främja ett bestämt och varaktigt ändamål, och någon åtar sig att ta emot pengarna för förvaltning i enlighet med förordnandet. Det skiljer sig från de vanliga stiftelserna genom att det inte behöver ske någon förmögenhetsdisposition vid bildandet utan förmögenheten uppkommer successivt. 
Kollektivavtalsstiftelse
En kollektivavtalsstiftelse bildas genom att en arbetsgivarorganisation och en central arbetstagarorganisation i kollektivavtal förordnar att pengar som arbetsgivare enligt kollektivavtal eller annat avtal tillskjuter, skall som en självständig förmögenhet främja ett bestämt och varaktigt ändamål, och någon åtar sig att ta emot pengarna för förvaltning i enlighet med förordnandet. Det skiljer sig från de vanliga stiftelserna dels genom att stiftelsen bildas genom kollektivavtal och dels genom att det inte behöver ske någon förmögenhetsdisposition vid bildandet. 
Pensionsstiftelse
En pensionsstiftelse är en av arbetsgivare grundad stiftelse vars uteslutande ändamål är att trygga utfästelser om pension till arbetstagare eller arbetstagares efterlevande. Arbetsgivaren kan inom vissa gränser dra av kostnad för avsättning till stiftelsen. Utbetalning av pension till de anställda görs av arbetsgivaren men ur stiftelsens årsavkastning eller om dess förmögenhet överstiger värdet av pensionsutfästelserna har arbetsgivaren rätt att gottgöra sig ur stiftelsen för sina pensionskostnader. Stiftelsens uppgift är enbart att trygga arbetsgivarens pensionsutfästelser, inte att betala pensionen.
Personalstiftelse
En personalstiftelse är en av arbetsgivare grundad stiftelse med ändamål att främja sådan välfärd åt arbetstagare eller arbetstagares efterlevande som ej avser pension, avlöning eller annan förmån vilken arbetsgivaren är skyldig att utge till enskild arbetstagare. Arbetsgivaren får obegränsat skatteavdrag för avsättningar till personalstiftelse.
Former av vanliga stiftelser
De vanliga stiftelserna brukar ibland delas in i olika undergrupper:
- En familjestiftelse är en stiftelse som uteslutande får använda sina tillgångar till förmån för medlemmar av en viss eller vissa släkter. Denna typ av stiftelse var vanlig i början på 1900-talet men har så gott som försvunnit, eftersom familjestiftelsen är ogynnsam ur skattesynpunkt trots att den är undantagen från de flesta regler i stiftelselagen. Mottagaren av utdelning från stiftelsen ska beskattas för denna som ett periodiskt understöd. Ett närliggande utländskt juridiskt begrepp inom skatterätten för denna form är trust.
- En avkastningsstiftelse är en stiftelse som uppfyller sitt ändamål genom att dela ut avkastningen på sina tillgångar. Det kan ske till exempel genom att dela ut stipendier eller anslag för forskning och dylikt. Det är den vanligaste sortens stiftelse.
- En verksamhetsstiftelse är en stiftelse som uppfyller sitt ändamål genom att bedriva en viss verksamhet. Det kan vara till exempel att förvalta och hyra ut bostäder eller att driva en skola eller ett sjukhus.
- En anslagsstiftelse är en stiftelse som är beroende av regelbundna anslag, vanligen från en kommun eller staten, för att kunna uppfylla sitt ändamål. Sådana stiftelser kan inte bildas längre, eftersom de sedan stiftelselagen trädde i kraft 1 januari 1996, inte uppfyller varaktighetskravet i definitionen på en stiftelse.
- En vinstandelsstiftelse är en stiftelse som har till ändamål att förvalta medel som avsätts ur ett företags vinst för att senare överföras till företagets anställda enligt regler som gäller för medlens avsättning. Denna sorts stiftelse är dock undantagen från de flesta regler i stiftelselagen.

### Näringsdrivande stiftelser
Insamlingsstiftelser, "vanliga" stiftelser och kollektivavtalsstiftelser kan driva näringsverksamhet, men bara om stiftelseförordnandet tillåter det.
En näringsdrivande stiftelse lyder under skärpta bestämmelser i många frågor, bland annat är de alltid bokföringsskyldiga. Näringsdrivande stiftelser står alltid under fullständig tillsyn av en länsstyrelse, och kan aldrig ha begränsad tillsyn. 
Om firmans namn inte sammanfaller med stiftelsens namn ska det alltid anges att en stiftelse innehar firman.

### Skatteregler för stiftelser
För att stiftelsen skall bli begränsat skattskyldig krävs för närvarande att stiftelsen uppfyller tre krav:
1. Ändamål
2. Verksamhet
3. Fullföljande

Samtliga tre krav måste vara uppfyllda för att stiftelsen ska anses vara allmännyttig.
Med allmännyttigt ändamål menas ett ändamål som främjar
1. idrott
2. kultur
3. miljövård
4. omsorg om barn och ungdom
5. politisk verksamhet
6. religiös verksamhet
7. sjukvård
8. social hjälpverksamhet
9. Sveriges försvar och krisberedskap i samverkan med myndighet
10. utbildning
11. vetenskaplig forskning, eller
12. annan likvärdig verksamhet.

Sedan 2014 har stiftelser med allmännyttiga ändamål samma inkomstskatteregler som ideella föreningar och registrerade trossamfund.
För att stiftelsens inkomster ska bli skattefria krävs, inte enbart att stiftelsens ändamål är av en viss typ, utan även att ändamålet verkligen fullföljs. Vanligtvis krävs att stiftelsen delar ut 80% av avkastningen till det kvalificerad ändamålet (krav på fullföljd). Detta krav brukar man anse vara uppfyllt om stiftelsen under en femårsperiod har delat ut 80 % av dess avkastning. Vidare ställs det krav på att stiftelsens verksamhet uteslutande eller så gott som uteslutande (till ca 90–95 %) tillgodoser ett kvalificerat allmännyttigt ändamål.
Personalstiftelser beskattas i princip på samma sätt som till exempel aktiebolag. Avsättningar från företaget som stiftelsen är knuten till beskattas inte i stiftelsen som å andra sidan inte får dra av utgifter som stiftelsen har för sitt ändamål. Gottgörelse som lämnas till företaget som stiftelsen är knuten till för ändamålsenliga personalkostnader som detta haft får företaget betala skatt för.
Pensionsstiftelser är befriade från skatt enligt inkomstskattelagen, IL. De omfattas i stället av avkastningsskattelagen och betalar en årlig skatt på 15 procent av en schablonmässigt beräknad avkastning, som beräknas på tillgångsmassan och statslåneräntan. Ersättning ("gottgörelse") till företaget som stiftelsen är knuten till, för pensionskostnader detta haft för personer inom ändamålskretsen, är skattefri för företaget bara till den del stiftelsen inte har andra medel kvar, än sådana som företaget inte fick avdrag för när avsättning gjordes.

### Förvaltning av stiftelse
Stiftelser kan skötas på två olika sätt. Det vanligaste är att stiftelsen har en styrelse som är ansvarig och sköter stiftelsens alla angelägenheter - allt från att förvalta stiftelsens egendom till att uppfylla stiftelsens ändamål genom att lämna anslag, stipendier eller vad som är aktuellt till destinatärskretsen (sökanden). I stiftelseurkunden ska det framgå hur styrelsen utses och hur många ledamöter som ska ingå. Hur styrelsearbetet ska organiseras och hur kapitalförvaltningen skall handhas kan styrelsen bestämma. Men det är viktigt att poängtera att det är stiftelseurkunden (gåvobrev eller testamentet) som utgör stiftelsens ”styrinstrument”. Det är i stiftelseurkunden som ändamålet är fastlagt och det är också där som framgår hur ändamålet ska uppfyllas.
Det andra sättet som stiftelsen kan skötas på är så kallad anknuten förvaltning, vilket betyder att det är förvaltaren som företräder stiftelsen och tecknar dess firma. Ofta är det en bank, en kommun, en ideell förening eller ett universitet som är utsedd som förvaltare. Då är det förvaltaren som är totalansvarig för stiftelsens angelägenheter. Det hindrar förstås inte att det likväl kan finnas någon form av ”styrelse” men som i juridisk betydelse har en annan uppgift – exempelvis förslagsställare på lämpliga stipendiater – och kan därför mera jämställas med ett slags ”priskommitté”.

### Stiftelselagen
Sedan 1996 är en stiftelselag i kraft, vilken reglerar:
- hur en stiftelse bildas
- hur förvaltningen kan ordnas,
- föreskrifter om olika förvaltningsformer,
- hur bokföringen skall var anordnad
- revision och kravet på kvalificerad revisor,
- skadestånd,
- ändringar av föreskrifter,
- likvidation och upplösning och
- tillsyn över stiftelsernas skötsel med mera.

Pensions- och personalstiftelser regleras av lag (1967:531) om tryggande av pensionsutfästelser med mera ("tryggandelagen", TrL) och omfattas av stiftelselagen endast i den mån tryggandelagen hänvisar dit.

### Tillsyn över stiftelser
Alla stiftelser står under tillsyn som sköts av sju länsstyrelser (Länsstyrelserna i Dalarna, Norrbotten, Skåne, Stockholm, Västernorrland, Västra Götaland och Östergötlands län).
Tillsynen kan vara fullständig eller begränsad, men de flesta stiftelser står under fullständig tillsyn. I fullständig tillsyn ingår kontroll, ingripande och service. I dessa begrepp innefattas bland annat att länsstyrelserna dels granskar årsredovisningar och handlingar, ingriper om stiftelseförvaltningen inte sker i enlighet med stiftelseförordningen, och bistår stiftelser med råd och upplysningar. 
Begränsad tillsyn gäller enbart för stiftelser där stiftelseförordningen anger att den ska vara undantagen från tillsyn. Stiftelsen får då inte under de senaste tre åren ha varit moderstiftelse eller bedrivit näring. Denna tillsyn begränsas bland annat till att kontrollera att kravet på revisor och årsredovisning uppfylls.

### Ideella föreningar med ordet stiftelse i namnet
Värt att känna till är att det finns ideella föreningar, som har en länsstyrelses tillstånd att ha ordet stiftelse i sitt namn, till exempel Sverige-Amerika Stiftelsen. De är alltså inte stiftelser utan har endast ordet i sitt namn.

## Stiftelseägda företag
I många länder är stiftelseägda företag vanliga. En anledning att instifta ägarstiftelser är att en företagsgrundare önskar att bevara företaget och hindra att det köps upp efter sin död, eller önskar ordna ett generationsskifte utan splittring av ägarmakt och styrning.
Ett annat skäl kan vara skatteöverväganden rent allmänt, eller specifikt inför ett generationsskifte, i ett familjeföretag.
Exempel på internationella stiftelseägda företag är Mercuri Urval Sverige, Philips Nederländerna och Ikea-sfären med ägarstiftelser för två av grenarna i Nederländerna och Liechtenstein.